# Beijinho Doce
"Beijinho Doce" é uma canção composta por João Alves dos Santos, o popular Nhô Pai (1912–1988), que foi gravada pela primeira vez em 1945 pelas Irmãs Castro, dupla formada por Maria de Jesus Castro e Lourdes Amaral Castro. A gravação das irmãs obteve relativo sucesso, mas somente em 1950, com o filme Aviso Aos Navegantes, a canção passa a ser conhecida nacionalmente nas vozes de Adelaide Chiozzo e Eliana Macedo, grandes estrelas da Atlântida Cinematográfica.
A canção já teve inúmeras gravações e também foi sucesso nas vozes das Irmãs Galvão, Duo Ciriema e da cantora Nalva Aguiar. Em 2008, foi tema das personagens Flora e Donatella, que formavam a dupla sertaneja Faísca e Espoleta, na novela da Rede Globo, A Favorita. Embora não tenha feito parte da trilha sonora da novela lançada em CD, a música fez grande sucesso entre os telespectadores.